# Atatürk-Olympiastadion

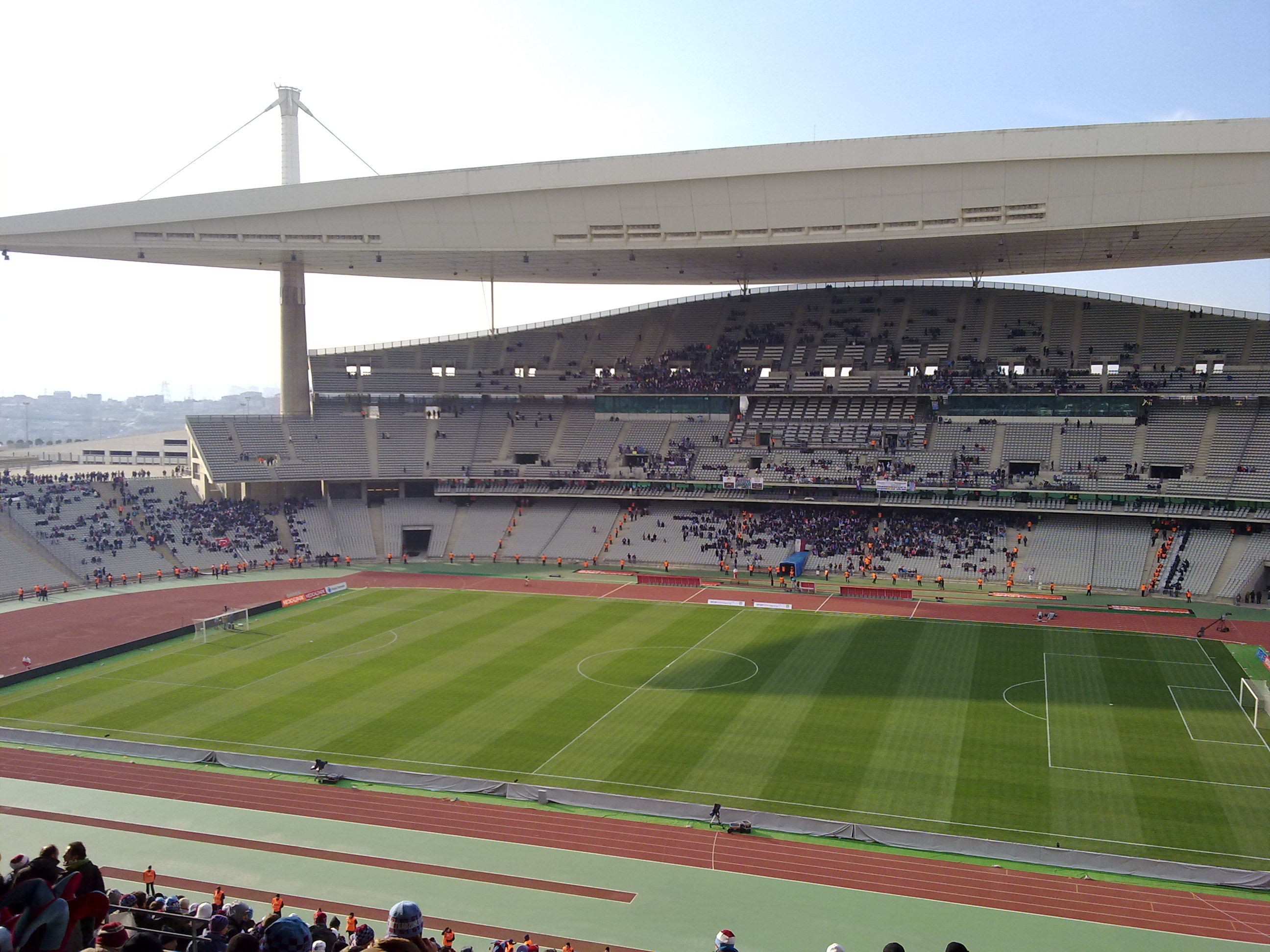
Der Innenraum

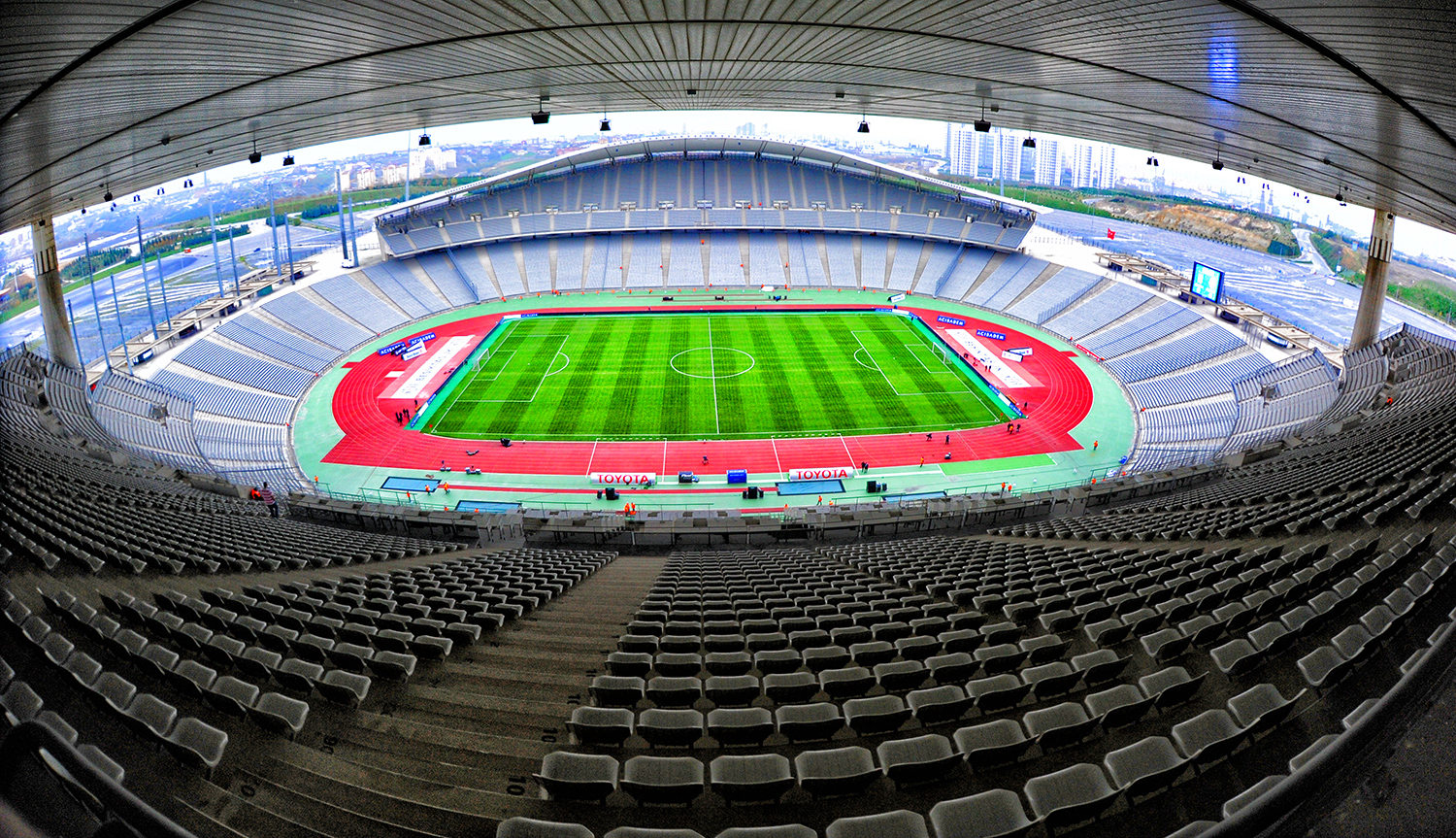
Blick von der Haupttribüne in das Stadion

Das Atatürk-Olympiastadion (türkisch Atatürk Olimpiyat Stadı oder Atatürk Olimpiyat Stadyumu) in Istanbul ist mit 75.145 Sitzplätzen das größte Fußballstadion der Türkei und zurzeit das achtgrößte in Europa. Das Spielfeld umschließt eine Leichtathletikanlage.

## Geografie

### Geografische Lage
Das Fußballstadion befindet sich auf der thrakischen bzw. europäischen Seite der Metropole Istanbul im Bezirk Başakşehir.

### Verkehrsanbindung
Zum Stadion führt seit dem 14. Juni 2013 die Metro-Istanbul-Linie „M3“. Die lange fehlende ÖPNV-Anbindung hatte ungewöhnlich große Parkplatzflächen erforderlich gemacht, die sich rund um die Anlage und weiter südlich gruppieren.

## Geschichte
Der Bau begann im November 1997. Das Stadion wurde für über 135 Millionen US-Dollar anlässlich der Bewerbung um die Olympischen Sommerspiele 2008 im Jahr 2002 eingeweiht.
Die Dachkonstruktion des Stadions ähnelt einem Halbmond und hat eine Fläche von 18.600 m² und ein Gewicht von 3.400 Tonnen. Die großen Pfeiler der Dachkonstruktion sind 72 Meter hoch. Sie deckt 70 Prozent der Zuschauerplätze ab.
Das Atatürk-Olympiastadion wurde vom europäischen Fußballverband UEFA im Jahr 2004 in die Stadionkategorie 4 eingestuft. Der Fußballverein Galatasaray Istanbul trug 2003 und 2004 vereinzelt seine Heimspiele wegen Umbauarbeiten des eigenen Ali Sami Yen Stadyumu darin aus. Am 25. Mai 2005 wurde hier das Endspiel der UEFA Champions League 2004/05 zwischen dem AC Mailand und dem FC Liverpool ausgetragen. Der Istanbul BB war von 2007 bis 2014 in der Spielstätte ansässig. Während der Errichtung des Vodafone Park von 2013 bis 2016 trug Beşiktaş Istanbul seine Partien im Atatürk-Olympiastadion aus.
2020 sollte das Stadion zum zweiten Mal der Schauplatz des Endspiels der UEFA Champions League sein. Wegen der COVID-19-Pandemie wurde das Finale im Rahmen eines Finalturniers nach Lissabon verlegt. Das Istanbuler Stadion sollte dafür Austragungsort des Endspiels der UEFA Champions League 2020/21 werden. Gut zwei Wochen vor dem Endspiel wurde die Partie nach Porto ins Estádio do Dragão verlegt. Stattdessen soll nun das Finale der Saison 2022/23 im Istanbuler Stadion ausgetragen werden.
Hätte die Türkei den Zuschlag für die Fußball-Europameisterschaft 2024 erhalten, hätte dies das Ende des bisherigen Olympiastadions bedeuten können. Es war der Umbau der Arena in ein reines Fußballstadion mit über 92.000 Sitzplätzen geplant. Es wäre nach dem Camp Nou das zweitgrößte Fußballstadion Europas. Anfang Mai 2018 veröffentlichte das Architekturbüro AFL Architecs erste gerenderte Bilder der umgebauten Arena. Das Stadion sollte in ein weißes Exoskelett aus Glasfaserbeton eingehüllt und mit Wind-Capture-Technologie zur Energiegewinnung ausgestattet werden. Das Design war an traditionelle türkische Hüte und Kunstwerke angelehnt.
Seit dem Aufstieg des Fatih Karagümrük SK 2020 in die Süper Lig trägt der Club seine Heimspiele im Istanbuler Olympiastadion aus.

## Kapazität
Die Zuschauerkapazität des Stadions beträgt 75.145 Sitzplätze einschließlich Presse-, Protokoll-Tribüne und Logen, verteilt auf vier Tribünen: Ost- bzw. Marathontribüne 27.146 Plätze, West- bzw. Haupttribüne 25.522 Plätze, Nord- bzw. Hintertortribüne 11.262 Plätze und Süd- bzw. Hintertortribüne 11.215 Plätze.

### Zuschauerrekorde
| Rang | Zuschauerzahl | Datum         | Spiel                                      | Anlass                                |
| ---- | ------------- | ------------- | ------------------------------------------ | ------------------------------------- |
| 1    | 79.414        | 31. Juli 2002 | Galatasaray Istanbul – Olympiakos Piräus   | Eröffnungsspiel                       |
| 2    | 76.127        | 22. Sep. 2013 | Beşiktaş Istanbul – Galatasaray Istanbul   | Süper Lig                             |
| 3    | 74.753        | 15. Mai 2022  | Trabzonspor – Altay                        | Süper Lig                             |
| 4    | 70.934        | 21. Sep. 2003 | Galatasaray Istanbul – Fenerbahçe Istanbul | Süper Lig                             |
| 5    | 70.858        | 12. Sep. 2006 | Galatasaray Istanbul – Girondins Bordeaux  | UEFA Champions League                 |
| 6    | 70.024        | 25. Mai 2005  | AC Mailand – FC Liverpool                  | UEFA Champions League                 |
| 7    | 66.300        | 13. Aug. 2003 | Galatasaray Istanbul – ZSKA Sofia          | UEFA Champions League – Qualifikation |

Das Eröffnungsspiel zwischen Galatasaray Istanbul und Olympiakos Piräus war das Spiel mit den zweitmeisten Zuschauern in der Türkei hinter der Begegnung Göztepe Izmir gegen Karsiyakaspor, die 1981 in der zweiten türkischen Liga im İzmir Atatürk Stadyumu vor 80.000 Fans ausgetragen wurde. Bei dem Spiel wurden rund 68.000 Karten verkauft, jedoch wurde weiteren 12.000 zahlenden Besuchern ohne Karte Einlass gewährt.